# Isma’il as-Siba’i
Isma’il as-Siba’i, Ismaïl Sbaï (arab. إسماعيل السباعي, Ismāʿīl as-Sibāʿī; ur. 6 sierpnia 1980 w Tangerze) – marokański kierowca wyścigowy.

## Kariera
As-Siba’i rozpoczął karierę w międzynarodowych wyścigach samochodowych w 2009 roku od startów w klasach M1 i M2A Morrocan Circuit Racing Championship. Z dorobkiem odpowiednio 22 i 35 punktów uplasował się tam odpowiednio na piątej i drugiej pozycji w klasyfikacji generalnej. W tym samym roku w klasie Semi-Pro wyścigu Legends Car World Finals uplasował się na piątej pozycji. W późniejszych latach Marokańczyk pojawiał się także w stawce Africa Legends Cup, INEX Road Course Legends, World Touring Car Championship oraz Trofeo Maserati World Series.
W World Touring Car Championship Marokańczyk wystartował podczas pierwszego wyścigu marokańskiej rundy w sezonie 2009 ze szwajcarską ekipą Maurer Motorsport. Wyścigu jednak nie ukończył.